# انفتاح ذهني

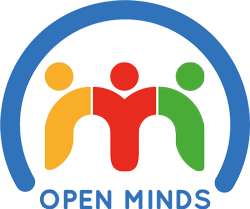
الانفتاح الذهني

الانفتاح الذهني أو التفتح الذهني هو قبول الأفكار الجديدة. يتعلق التفتح المنفتح بالطريقة التي يتعامل بها الأشخاص مع وجهات نظر الآخرين ومعرفتهم، و «دمج المعتقدات التي يجب أن يكون لدى الآخرين الحرية في التعبير عن وجهات نظرهم، وأنه يجب الاعتراف بقيمة معرفة الآخرين». هناك مقاييس مختلفة لقياس الانفتاح الذهني. لقد قيل أن على المدارس التأكيد على انفتاح العقل أكثر من النسبية في تعليم العلوم، لأن المجتمع العلمي لا يحتضن طريقة تفكير نسبية. 
تعتبر العقلية المتفتحة بوجه عام سمة شخصية مهمة للمشاركة الفعالة في فرق الإدارة والمجموعات الأخرى. عادة ما يتم تشجيع العقل المفتوح في إعدادات المجموعة، داخل الثقافات المختلفة والبيئات الجديدة. وفقًا لما يجعل دماغك سعيدًا ولماذا يجب عليك القيام به، فإن العقلية المتقاربة، أو عدم الرغبة في التفكير في أفكار جديدة، يمكن أن تنجم عن كراهية الدماغ الطبيعية للغموض. وفقا لهذا الرأي، فإن الدماغ لديه علاقة «بحث وتدمير» مع الغموض والأدلة المتناقضة مع معتقدات الناس الحالية يميل إلى جعلهم غير مرتاحين من خلال تقديم مثل هذا الغموض. تؤكد الأبحاث أن الأشخاص المتعايشين-المتخلفين عن التفكير لديهم قدراً أقل من التسامح إزاء التناقض المعرفي.